# 18 Metzger
18 Metzger est un auteur de bande dessinée allemand. Il a créé le comic strip absurde Totes Meer, publié depuis 2003 dans l'hebdomadaire berlinois Jungle World et qui lui a valu en 2014 le prix Max et Moritz du meilleur comic strip germanophone.

## Publications
- Totes Meer, Ventil Verlag, 2014  (ISBN 9783955750008). Sélection de strips publiés dans la presse.